# Dennis Head Beacon
Das Dennis Head Beacon, deutsch: Dennis-Head-Leuchtfeuer, ist ein 21 m hoher Leuchtturm auf der schottischen Orkneyinsel North Ronaldsay, der nördlichsten der größeren Orkneyinseln. In den schottischen Denkmallisten war der Leuchtturm in der höchsten Kategorie A gelistet. Die Einstufung wurde jedoch 2018 aufgehoben. Weiterhin ist die Anlage als Scheduled Monument geschützt.

## Geschichte
Nach den Leuchttürmen an der Mull of Kintyre und Kinnaird Head war das Leuchtfeuer an Dennis Head der dritte Leuchtturm in Schottland und der erste auf den Orkneyinseln. Als Konstrukteur war Thomas Smith für die Planung verantwortlich. Beim Bau des Dennis Head Beacons war Smiths Stiefsohn Robert Stevenson, der Begründer der späteren berühmten Leuchtturmbauerfamilie, erstmals am Bau eines Leuchtturms beteiligt. Als Standort wurde der östlichste Punkt der Landspitze Dennis Head gewählt. John White und James Sinclair führten den Bau des Turms und der Außengebäude durch. Auf Grund des schleppenden Material- und Arbeitskräftenachschubs aus Leith zog sich die Fertigstellung bis in den Herbst 1789 hin. Die Baukosten betrugen rund 200 £. Wie auch das Eilean Glas Lighthouse wurde das Dennis Head Beacon am 10. Oktober 1789 erstmals entzündet.
Nachdem 1806 der Start-Point-Leuchtturm auf Sanday in Betrieb genommen worden war, erschien der Leuchtturm an Dennis Head überflüssig und er wurde 1809, zwanzig Jahre nach Inbetriebnahme, außer Dienst gestellt. Sich häufende Schiffsunglücke im Einzugsgebiet des ehemaligen Leuchtturms, zeigten die Notwendigkeit eines Leuchtfeuers auf North Ronaldsay. Mit dem North Ronaldsay Lighthouse wurde 1852 ein neuer Leuchtturm einen Kilometer nordwestlich des Dennis Head Beacons gebaut.